# Jalmenus eichhorni
Jalmenus eichhorni är en fjärilsart som beskrevs av Otto Staudinger 1888. Jalmenus eichhorni ingår i släktet Jalmenus och familjen juvelvingar. Inga underarter finns listade i Catalogue of Life.

## Bildgalleri

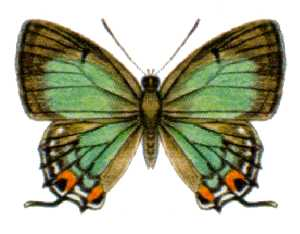